# Jim Kelly (amerikansk fotboll)
Jim Kelly är en amerikansk före detta professionell spelare i amerikansk fotboll som spelade elva säsonger i National Football League (NFL).
Kelly är mest känd för att han som quarterback förde Buffalo Bills till fyra raka Super Bowls, mer än någon annan klubb.